# Prix Marconi
Le prix Marconi est un prix annuel récompensant des avances dans le domaine de la transmission de l'information et décerné par la Fondation Marconi (en). Le prix est doté d'un montant de 100 000 dollars et est accompagné d'une sculpture. Les lauréats sont appelés « Marconi Fellows ». La fondation et le prix portent le nom de Guglielmo Marconi, prix Nobel de physique et un des pionniers de la radio.
Parmi les lauréats célèbres du prix Marconi, il y a Larry Page et Sergey Brin pour le développement de Google, Tim Berners-Lee pour le World Wide Web, Charles Kao pour avoir développé la communication par fibre optique, et Martin Hellman et Whitfield Diffie pour la cryptographie par échange de clés Diffie-Hellman.

## Lauréats du prix Marconi
- 1975 : James R. Killian
- 1976 : Hiroshi Inose
- 1977 : Arthur Leonard Schawlow
- 1978 : Edward Colin Cherry
- 1979 : John Robinson Pierce
- 1980 : Yash Pal (en)
- 1981 : Seymour Papert
- 1982 : Arthur C. Clarke
- 1983 : Francesco Carassa
- 1984 : Eric Albert Ash (en)
- 1985 : Charles Kuen Kao
- 1986 : Leonard Kleinrock
- 1987 : Robert Wendell Lucky (en)
- 1988 : Federico Faggin
- 1989 : Robert N. Hall (en)
- 1990 : Andrew J. Viterbi
- 1991 : Paul Baran
- 1992 : James L. Flanagan (en)
- 1993 : Izuo Hayashi
- 1994 : Robert E. Kahn
- 1995 : Jacob Ziv
- 1996 : Gottfried Ungerböck
- 1997 : Dave Forney (en)
- 1998 : Vint Cerf
- 1999 : James Massey
- 2000 : Martin Hellman et Whitfield Diffie
- 2001 : Herwig Kogelnik et Allan Snyder (en)
- 2002 : Tim Berners-Lee
- 2003 : Robert Metcalfe et Robert G. Gallager
- 2004 : Sergey Brin et Larry Page
- 2005 : Claude Berrou
- 2006 : John Cioffi
- 2007 : Ronald Rivest
- 2008 : David N. Payne (en)
- 2009 : Andrew Chraplyvy et Robert Tkach
- 2010 : Charles Geschke et John Warnock
- 2011 : Jack Wolf (en) et Irwin M. Jacobs
- 2012 : Henry Samueli (en)
- 2013 : Martin Cooper
- 2014 : Arogyaswami Paulraj (en)[1]
- 2015 : Peter Kirstein
- 2016 : Bradford Parkinson[2]
- 2017 : Arun Netravali[3]
- 2018 : Tom Leighton[2]
- 2019 : Paul Kocher et Taher Elgamal
- 2020 : Andrea Goldsmith